# Парк Сити
Парк Сити (на английски: Park City) е град в окръг Съмит, щата Юта, САЩ. Парк Сити е с население от 7731 жители (2000) и обща площ от 29,4 km². Намира се на 2134 m надморска височина. ЗИП кодът му е 84060, 84068, 84098, а телефонният му код е 435.